# День молчания

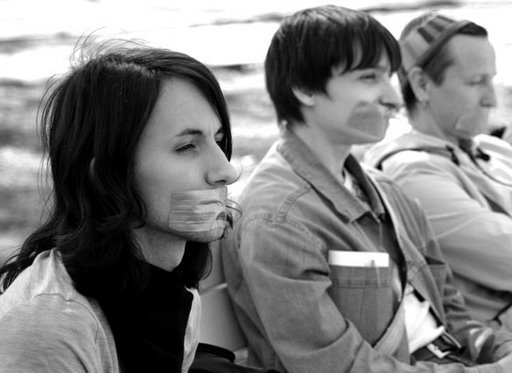
День молчания в Санкт-Петербурге в мае 2008

День молчания (англ. Day of Silence) — ежегодная студенческая акция ненасильственного протеста, проходящая с 1996 года в США, а с 2006 года и в Европе, посвящённая проблемам замалчивания дискриминации, физического и морального насилия, преступлений на почве ненависти и негативного отношения по признаку сексуальной ориентации и гендерной идентичности.

## История
В 1996 году студентка Университета Вирджинии Мария Пулзетти (Maria Pulzetti) организовала в рамках учебного задания по теме ненасильственных протестов первый День молчания, в нём участвовало более 150 студентов. В следующем году инициативные группы перевели задачу на национальный уровень и почти 100 колледжей и университетов США присоединились к акции. С 2000 года американская общенациональная ЛГБТ-организация GLSEN стала официальным организационным спонсором мероприятия.
В 2006 году, по некоторым оценкам, в США в акции приняли участия более 450 000 студентов и почти 4 000 колледжей и университетов. С этого года День молчания проходит и в Европе; первой страной, принявшей его, стала Польша.
В 2008 году День молчания прошёл в США, Канаде, Польше, Словении, Швеции, Нидерландах и России, на этот раз он был посвящён памяти погибшего 15-летнего калифорнийского школьника Лауренса Кинга, убитого в феврале 2008 года своим 14-летним одноклассником за то, что Кинг был геем.
В России 3 мая 2008 года акции прошли в Санкт-Петербурге, Ярославле и Новокузнецке. Девиз акции — «Мы молчим, чтобы нас услышали!», участники заклеили себе рот скотчем и раздавали листовки, где говорилось о проблеме насилия и дискриминации против сексменьшинств.
25 апреля 2009 года День молчания прошёл в России в Санкт-Петербурге, Москве, Волгограде, Кемерово, Кирове, Калининграде, Иваново, Ростове-на-Дону. Впервые к акции присоединилась Белоруссия — в Минске местные ЛГБТ-активисты устроили «молчаливый флешмоб».
22, 24 и 25 апреля 2010 года день отметили в более чем 20 городах России. По настоящее время, День молчания в России проводился ежегодно. В 2015 году флешмоб прошёл в Москве 12 апреля и совпал с Днем Космонавтики и Пасхой. В Санкт-Петербурге День молчания 2015 прошёл 17 апреля.